# Дай п'ять

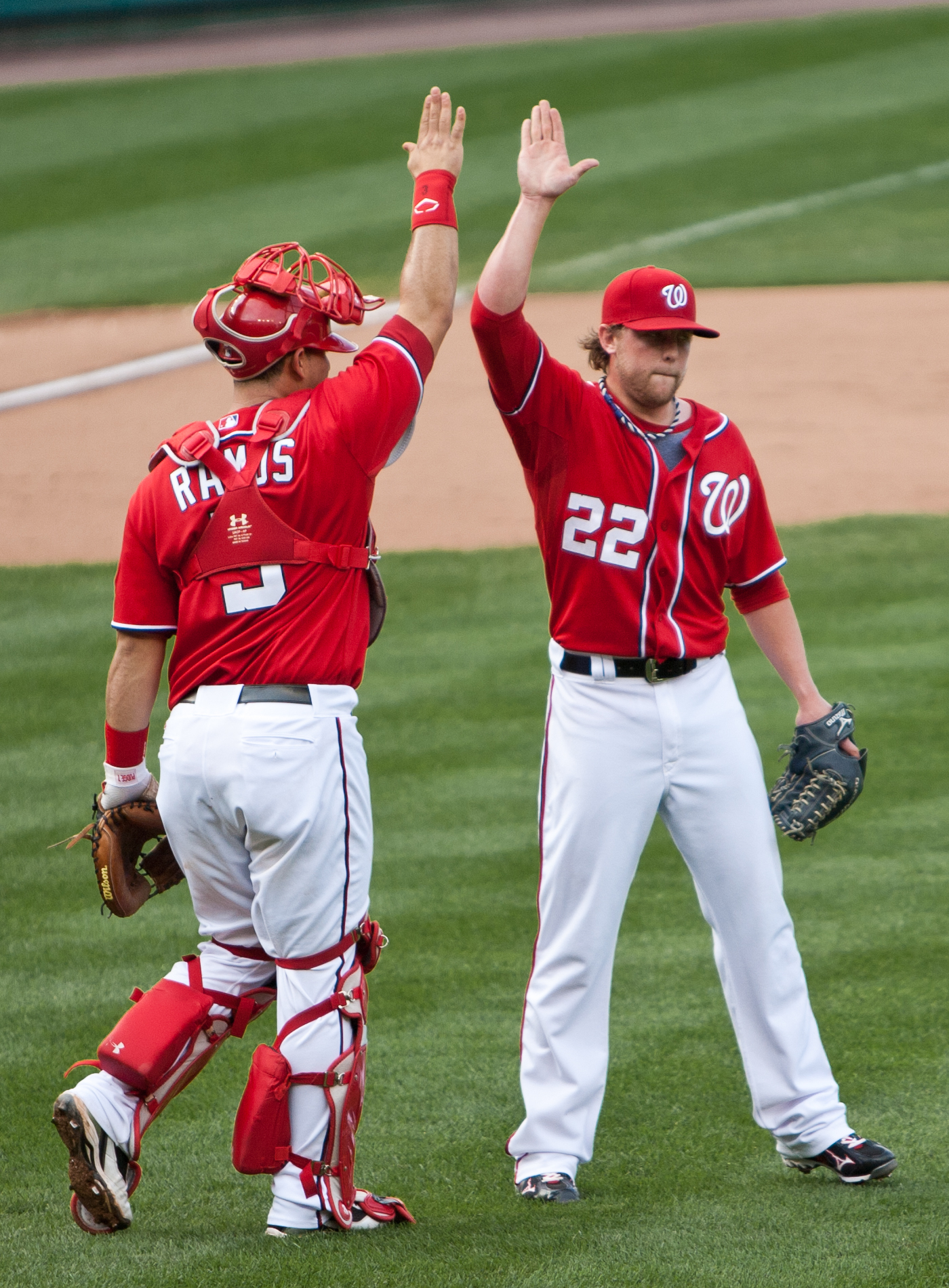
Гравці з команди Вашингтон Нешналс вітають один одного

Дай п'ять (англ.  High five) — жест і вітання, коли дві людини одночасно піднімають руку і плескають нею в долоню другої людини, іноді супроводжуючи його словами «Дай п'ять» або «Дай п'ятюню». Сенс жесту залежить від контексту використання і може означати привітання, привітання або просто вираз дружніх почуттів. У США існує неофіційна традиція відзначати третій четвер квітня як день привітання «Дай п'ять».
Є кілька версій походження цього привітання. найпоширеніша вказує на його першу появу в бейсбольному матчі 2 жовтня 1977 року, коли гравці «Лос-Анджелес Доджерс» Дасті Бейкер і Гленн Берк розіграли вдалу комбінацію. Берк захоплено підняв руку над головою, а Бейкер, не знаючи, що робити, ляснув його долоню своєю. Так само вітали один одного баскетболісти Уайлі Браун і Дерек Сміт з команди «Луїсвілл Кардиналс» у сезоні 1978—1979 років.
Різновидом цього привітання є повітряне, але без дотику рук (повітряне «Дай п'ять»). Це буває, коли дві людини перебувають на відстані, що не дозволяє доторкнутися одне до одного. У зв'язку з розвитком електронних комунікацій також з'явилося безконтактне вітання через Інтернет або мобільний зв'язок.
Не оминули своєю увагою цей вид спілкування і медики. На їхню думку, це вітання передає одне одному набагато менше мікроорганізмів, ніж звичайне рукостискання.

## В Україні
До перебудови і поширення явищ західної культури вираз означав заклик до рукостискання.

## В культурі
- «Дай п'ять» — індійський фільм 2008 року.

Фотогалерея
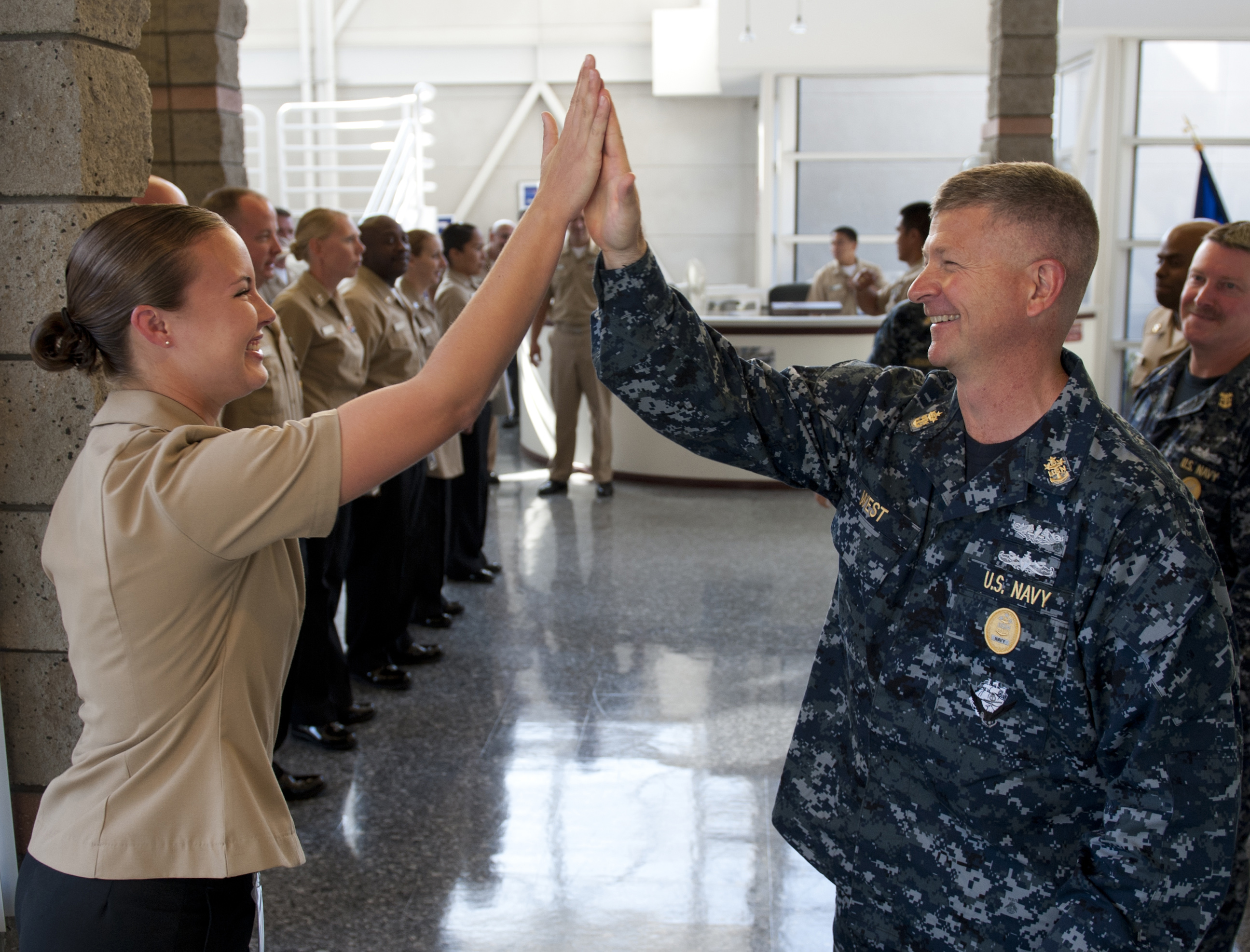
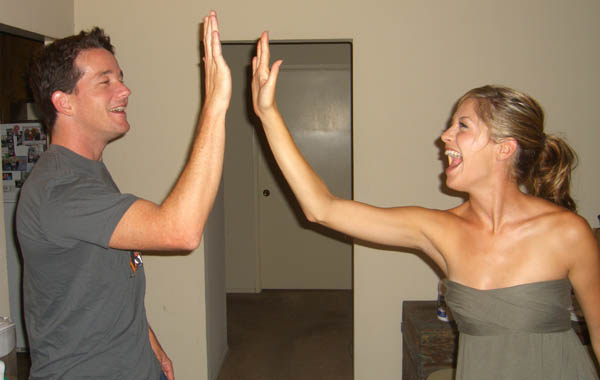
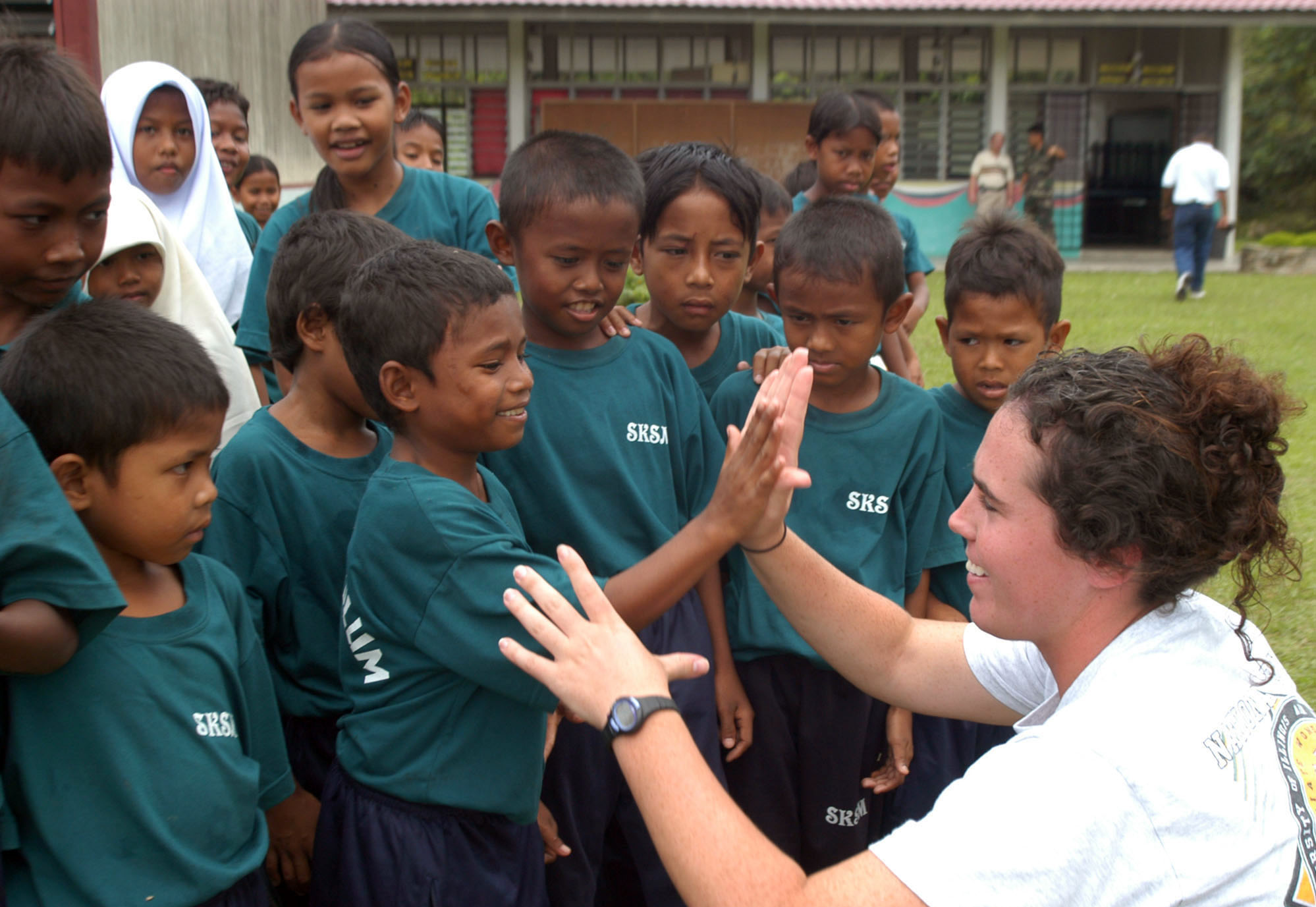